# Liste der Mitglieder der American Academy of Arts and Sciences/1790
Im Jahr 1790 wählte die American Academy of Arts and Sciences 11 Personen zu ihren Mitgliedern.

## Neugewählte Mitglieder
- Joseph de l’Etombe († 1833)
- Solomon Drown (1753–1834)
- George Erving (1738–1806)
- John Howard (1726–1790)
- Adolf von Hüpsch (1730–1805)
- John Jay (1745–1829)
- Samuel Kirkland (1741–1808)
- John Lathrop (1740–1816)
- Samuel Shaw (1754–1794)
- Grimur Jonsson Thorkelin (1752–1829)
- Robert Young